# Sannantha pluriflora
Sannantha pluriflora är en myrtenväxtart som först beskrevs av Ferdinand von Mueller, och fick sitt nu gällande namn av Peter G.Wilson. Sannantha pluriflora ingår i släktet Sannantha och familjen myrtenväxter. Inga underarter finns listade i Catalogue of Life.